# Siemionówka
Siemionówka (biał. Сямёнаўка, ros. Семёновка, Siemionowka), Siemienówka – wieś na Białorusi, w obwodzie grodzieńskim, w rejonie brzostowickim, w sielsowiecie Koniuchy.

## Historia
Wieś szlachecka położona była w końcu XVIII wieku  w powiecie grodzieńskim województwa trockiego.
W latach 70. XVIII wieku należała do Leona i Scholastyki z Szukiewiczów Szumowiczów, przez których została sprzedana Jerzemu Eysymonttowi, proboszczowi ejsmontowskiemu i jego nieletniemu bratankowi Anzelmowi w roku 1775. Po śmierci Józefy z Bylczyńskich Eysymonttowej, wdowy po Anzelmie, w 1862 roku, dobra dziedziczy córka Emilia, żona Rudolfa Montowicza, deputata wywodowego grodzieńskiego. W roku 1902 dobra te liczyły 392 dziesięciny i nadal należały do Montowiczów.
W czasach zaborów w granicach Imperium Rosyjskiego, w guberni grodzieńskiej, w powiecie grodzieńskim.
W latach 1921–1939 wieś i folwark leżał w Polsce, w województwie białostockim, w powiecie grodzieńskim, w gminie Krynka.
Według Powszechnego Spisu Ludności z 1921 roku zamieszkiwały tu 372 osoby, 38 było wyznania rzymskokatolickiego, 313 prawosławnego a 21 mojżeszowego. Jednocześnie 144 mieszkańców zadeklarowało polską przynależność narodową, 223 białoruską a 5 żydowską. Było tu 55 budynków mieszkalnych.
Miejscowość należała do parafii prawosławnej i rzymskokatolickiej w Krynkach. Podlegała pod Sąd Grodzki w Krynkach i Okręgowy w Grodnie; właściwy urząd pocztowy mieścił się w Krynkach.
W wyniku napaści ZSRR na Polskę we wrześniu 1939 miejscowość znalazła się pod okupacją sowiecką. 2 listopada została włączona do Białoruskiej SRR. 4 grudnia 1939 włączona do nowo utworzonego obwodu białostockiego. Od czerwca 1941 roku pod okupacją niemiecką. 22 lipca 1941 r. włączona w skład okręgu białostockiego III Rzeszy. W 1944 miejscowość została ponownie zajęta przez wojska sowieckie i włączona do obwodu grodzieńskiego Białoruskiej SRR.
Od 1991 w składzie niepodległej Białorusi.